# 维埃纳河畔勒帕莱
維埃納河畔勒帕莱（法語：Le Palais-sur-Vienne，法語發音：[lə palɛ syʁ vjɛn]）是法国新阿基坦大区上维埃纳省的一个市镇，位于该省中南部，省会利摩日市区东北侧，属于利摩日区。

## 地理
维埃纳河畔勒帕莱（45°51'51"N, 1°19'23"E）面积10.33 平方千米，位于法国新阿基坦大区上维埃纳省，该省份为法国中西部省份，北起顺时针与安德尔省、克勒兹省、科雷兹省、多爾多涅省、夏朗德省和维埃纳省接壤。
与维埃纳河畔勒帕莱接壤的市镇（或旧市镇、城区）包括：里亚克朗孔、利摩日、帕纳佐勒、圣瑞斯特-勒马尔泰勒、圣普列斯特托里永。

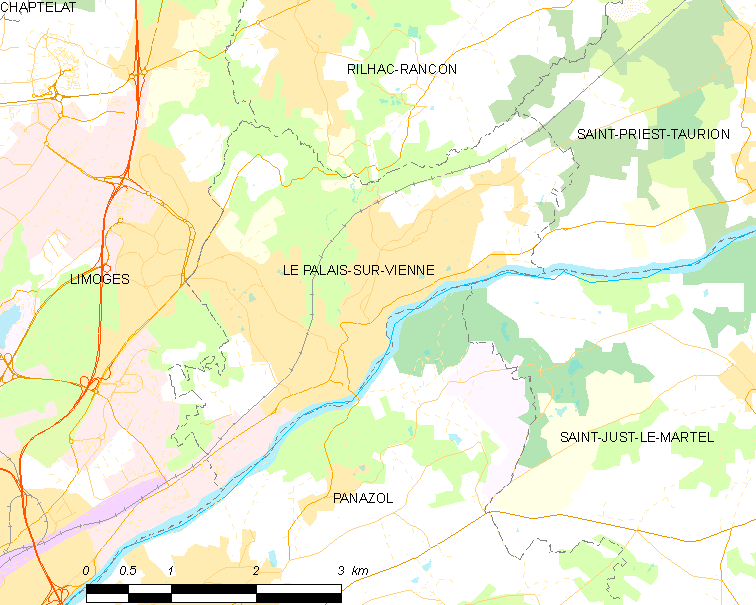
维埃纳河畔勒帕莱的OSM定位图

维埃纳河畔勒帕莱的时区为UTC+01:00、UTC+02:00（夏令时）。

## 行政
维埃纳河畔勒帕莱的邮政编码为87410，INSEE市镇编码为87113。

## 政治
维埃纳河畔勒帕莱所属的省级选区为利摩日第五县。

## 人口

1962-2008年间维埃纳河畔勒帕莱人口变化图示

维埃纳河畔勒帕莱于2022年1月1日时的人口数量为5861人。